# アルマン＝ルイ・クープラン

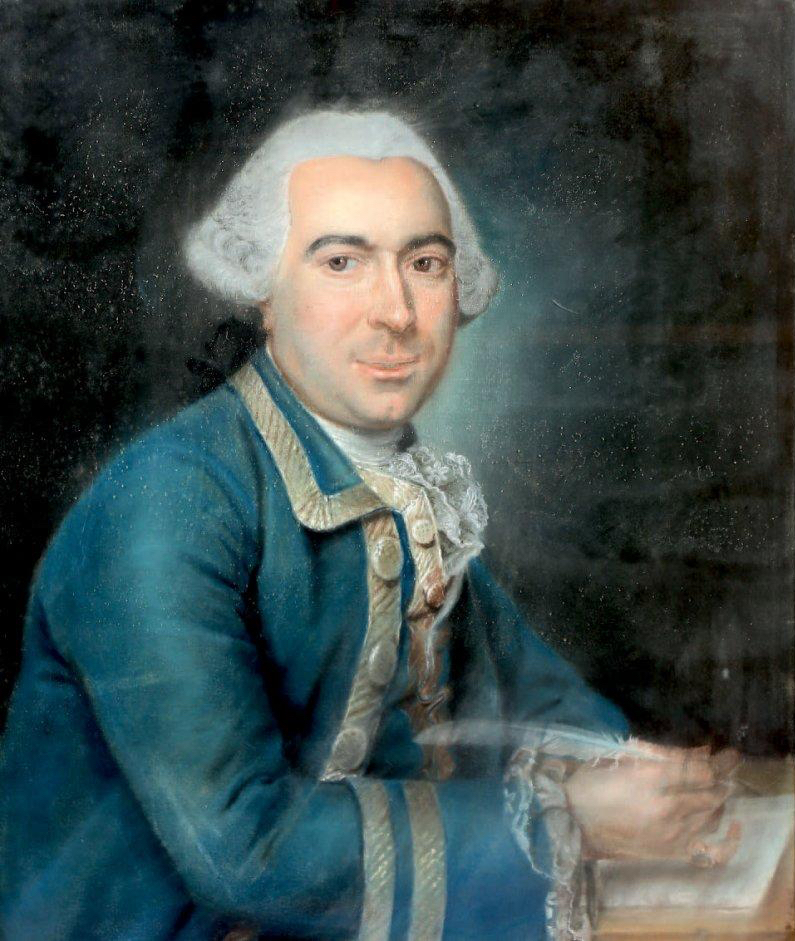
アルマン＝ルイ・クープラン

アルマン＝ルイ・クープラン（Armand-Louis Couperin, 1727年2月25日  - 1789年2月2日 ）はフランスのロココ時代のオルガニスト・作曲家。

## 生涯
父ニコラが1748年に没すると、サン＝ジェルヴェ教会オルガニストに着任。1752年にエリザベト＝アントワネット・ブランシェ（1690年-1742年、有名なクラヴサン製造家フランソワ＝ゼティエンヌ・ブランシェの娘）と結婚する。オルガニストとしてさらに大きな官職を授かると、教会でのオルガン演奏を子供に任せるようになった。4人の子供のうち、ピエール＝ルイ、ジェルヴェ＝フランソワ、アントワネット＝ヴィクトワールの3人が、後に音楽家となった。
アルマン＝ルイ・クープランは、サント＝シャペル教会からサン＝ジェルヴェ教会までの道中を、馬に乗って通っていたが、あるとき馬から振り落とされ、その際、頭を強打して死に至った。

## 主要作品
- 3つの小カンタータ《春》《青春》《老い》（すべて紛失）
- Cantatille pour l'Amour Médecin (soprano, 2 violons et basse) , 1750年
- クラヴサン曲集 作品1 1751年
- クラヴサンのためのソナタ 作品2 1765年
- トリオ・ソナタ 1770年
- 2台のクラヴサンのための四重奏 1773年
- サンフォニー
- オルガン曲《オーボエとファゴットの対話》 1775年
- クラヴサン曲《「Vous l'ordonnez」の旋律による変奏曲》1781年
- クラヴサン曲《「獅子心王Richard Cœur de Lion」の旋律による変奏曲》1784年
- モテット集 1787年

### クラヴサン曲集 (1751年)
- La Victoire
- Allemande
- Courante, La de Croissy
- Les Cacqueteuses
- La Grégoire
- L'Intrépide
- Premier menuet, deuxième menuet
- L'Arlequine ou la Adam, rondeau
- La Blanchet
- La de Boisgelou
- La Foucquet
- La Sémillante ou la Joly
- La Turpin
- Première gavotte, seconde gavotte
- Premier menuet, second menuet
- La du Breüil
- La Chéron
- L'Affligée
- L'Enjouée
- Les tendres Sentiments
- Rondeau
- Les quatre nations
  - L'Italienne
  - L'Angloise, rondeau
  - L'Allemande
  - La Françoise